# Étaimpuis
Étaimpuis ist eine französische Gemeinde mit 861 Einwohnern (Stand: 1. Januar 2022) im Département Seine-Maritime in der Region Normandie (vor 2016 Haute-Normandie). Sie gehört zum Arrondissement Dieppe und zum Kanton Luneray (bis 2015 Kanton Tôtes). Die Einwohner werden Étaimpuissais genannt.
Die Gemeinde besteht aus mehreren Ortschaften und Weilern. Die größten darunter sind Étaimpuis, Biennais und Lœuilly.

## Geographie
Étaimpuis liegt etwa 35 Kilometer nordnordöstlich von Rouen im Pays de Bray. Umgeben wird Étaimpuis von den Nachbargemeinden Saint-Victor-l’Abbaye im Norden und Nordwesten, Bracquetuit im Norden und Nordosten, Grigneuseville im Osten und Nordosten, Bosc-le-Hard im Osten und Südosten, Frichemesnil im Süden, La Houssaye-Bérenger im Westen und Südwesten sowie Fresnay-le-Long im Westen und Nordwesten.
Durch den Süden der Gemeinde führt die Autoroute A29.

## Bevölkerungsentwicklung
| Jahr                      | 1962 | 1968 | 1975 | 1982 | 1990 | 1999 | 2006 | 2013 |
| Einwohner                 | 400  | 388  | 405  | 508  | 550  | 523  | 605  | 743  |
| Quelle: Cassini und INSEE |      |      |      |      |      |      |      |      |

## Sehenswürdigkeiten
- Kirche Saint-Martin in Étaimpuis
- Kirche Saint-Martin in Biennais
- deutsche Kriegsbefestigungen aus dem Zweiten Weltkrieg